# George Asanidze
Giorgi Asanidze (in georgiano გიორგი ასანიძე?; Sachkhere, 30 agosto 1975) è un ex sollevatore georgiano, vincitore della medaglia d'oro a Atene 2004 e campione del mondo nel 2001.

## Palmarès
- Giochi olimpici

Sydney 2000: bronzo nella categoria 85 kg;
Atene 2004: oro nella categoria 85 kg.
- Campionati mondiali

Antalya 2001: oro negli 85 kg;
Varsavia 2002: argento negli 85 kg.
- Campionati europei

Riesa 1998: argento nei 77 kg;
Sofia 2000: oro negli 85 kg;
Trenčín 2001: oro negli 85 kg;
Antalya 2002: oro negli 85 kg.